# Kerspleben
Kerspleben ist ein Ortsteil der thüringischen Landeshauptstadt Erfurt.

## Geografie
Kerspleben liegt etwa sechs Kilometer ostnordöstlich der Erfurter Altstadt. Landschaftsprägend ist das Thüringer Becken mit seinen fruchtbaren Lössböden und dem Fehlen von Wäldern. Durch das in etwa 190 Metern Höhe gelegene Dorf fließt der Linderbach, ein Nebenfluss der Gramme.
Neben dem runden Dorf Kerspleben gehört auch das südwestlich gelegene Gewerbegebiet Unterm Fichtenwege zum Ort. Zwischen 1960 und 1994 gehörte auch das nordöstlich gelegene Dorf Töttleben zur Gemeinde Kerspleben. Nachbarorte sind neben Töttleben auch Azmannsdorf im Süden und die Ringelbergsiedlung in der Krämpfervorstadt im Südwesten. Die Ortsflur wird von den Erfurter Ortsteilen Schwerborn, Töttleben, Vieselbach, Azmannsdorf, Krämpfervorstadt, Johannesvorstadt und Hohenwinden sowie von der Gemeinde Kleinmölsen im Landkreis Sömmerda begrenzt.
Zwischen Kerspleben und Schwerborn liegt eine Hügelkette mit geschützten Trockenbiotopen und Streuobstwiesen. Höchste Erhebung dieses Bereichs ist der Kleine Katzenberg mit 236 Metern.
Die Jahresniederschlagssumme liegt bei rund 500 Millimetern.

## Geschichte
Erstmals urkundlich erwähnt wurde Kirpersleybin im Jahr 1104 im Güterverzeichnis des Erfurter Petersklosters. Als germanische Gründung dürfte es jedoch wesentlich älter sein. In einer Urkunde des Jahres 1184 wurde die Ortschaft auch als Krispeleben bezeichnet. Zwischen dem 13. und dem 16. Jahrhundert blühte der gesamte Erfurter Raum wirtschaftlich auf, bedingt durch den Waidanbau, der auch den Kerspleber Bauern ein gutes Auskommen sicherte. Durch die Entdeckung Amerikas und die Einführung des Indigo nahm diese Blütephase ein Ende. Vorteilhaft wirkte sich aus, dass das Dorf an der Via Regia von Erfurt nach Leipzig lag.
Seit 1343 gehörte die Grafschaft Vieselbach mit Kerspleben zum Gebiet der Stadt Erfurt. So wurde 1345 eine 18 Dörfer umfassende Vogtei in Kerspleben eingerichtet. Während der Bauernkriege führte der aus Kerspleben stammende Hans Tunger die Bauern der Erfurter Region gegen die Stadt. Seit 1664 gehörte Erfurt – und damit auch Kerspleben – zu Kurmainz, in dessen Obhut es bis 1802 blieb. 1815 wurde Kerspleben mit dem Amt Azmannsdorf dem Großherzogtum Sachsen-Weimar-Eisenach (Amt Vieselbach) zugeschlagen, während Erfurt wieder preußisch wurde. Die Landesgrenze zwischen Stadt und Dorf hemmte die Entwicklung Kersplebens zunächst. 1920 kam Sachsen-Weimar-Eisenach zum Land Thüringen, während Erfurt bei Preußen verblieb.
Im April 1945 wurde der Ort, wie ganz Thüringen, von US-Truppen besetzt und Anfang Juli an die Rote Armee weitergegeben. So wurde es Teil der SBZ und 1949 der DDR. 1952 kam Kerspleben an den Kreis Erfurt und unterstand nunmehr der nahen Großstadt und nicht mehr dem weiter entfernten Weimar. Im Zuge der Thüringer Kommunalreform wurde der Ort schließlich am 1. Juli 1994 zu Erfurt eingemeindet.
Die Bauernhäuser wurden nach 1990 saniert, sodass wieder ein ansprechendes Ortsbild entstand. Zwischen 1997 und 2003 entstanden im Zuge der Suburbanisierung im Norden und Osten des Dorfes zahlreiche neue Einfamilienhäuser von Erfurtern, die aufs Land zogen.

### Religion
Kerspleben ist Sitz eines evangelischen Kirchspiels der Superintendentur Weimar. Zum Kirchspiel gehören die Gemeinden in Kerspleben, Töttleben, Kleinmölsen und Ollendorf.

### Einwohnerentwicklung
Im Zuge der Suburbanisierung konnte das Dorf seit der Eingemeindung zu Erfurt 1994 beträchtlich wachsen.
- Quelle = 1843[4], 2012[5], 2020[6]

| Jahr      | 1843 | 1910 | 1939 | 1994 | 1995 | 2000 | 2005 | 2010 | 2015 | 2020 |
| --------- | ---- | ---- | ---- | ---- | ---- | ---- | ---- | ---- | ---- | ---- |
| Einwohner | 0548 | 0791 | 0999 | 0877 | 0917 | 1493 | 1770 | 1710 | 1708 | 1761 |

## Politik
Ortsbürgermeister ist Herr Henkel aus dem Ortsteil Töttleben. Ihm steht ein zehn Mitglieder umfassender Ortsrat zur Seite.

## Kultur und Sehenswürdigkeiten
Das kulturelle Leben des Dorfes wird maßgeblich von den 13 Kerspleber Vereinen geprägt.
Die evangelische Dorfkirche ist dem Heiligen Geist geweiht und verfügt über einen 52 Meter hohen Turm, der aus dem Jahr 1456 stammt. 1721 wurden das Kirchenschiff neu- und der Kirchturm umgebaut. Nach 1990 wurde die Kirche restauriert. Am Pfarrhaus erinnert eine Gedenktafel: „Hier wohnte Friedrich der Große in schwerer Zeit vom 17.-27. September 1757“.
In Kerspleben muss es in früherer Zeit eine Johanneskapelle gegeben haben, die in Dokumenten des Staatsarchiv enthalten ist. Sie brannte im 12. Jahrhundert ab, wurde aber wieder aufgebaut.
Unter großem Aufwand wurden von den Eigentümern seit der Wende viele Fachwerkhäuser im Dorf saniert, die das Ortsbild prägen. 2014 wurde am Dorfplatz einer der größten Bauernhöfe abgerissen. Hier sollen vier Stadtvillen entstehen (2015), die einen Stilbruch darstellen und daher von der Einwohnerschaft abgelehnt werden.
2004 wurde durch den Heimatverein ein Ortsmuseum eröffnet. Es präsentiert verschiedene Objekte aus der Geschichte Kersplebens.

## Wirtschaft und Verkehr
Die Wirtschaft des Ortes ist von der Nähe zur Landeshauptstadt geprägt. Im 40 Hektar großen Gewerbegebiet Unterm Fichtenwege westlich des Dorfes haben sich etwa 60 Unternehmen angesiedelt. Auf den Höhen nördlich von Kerspleben stehen 16 große Windkraftanlagen. Von dort aus sieht man über 125 weitere Anlagen im Thüringer Becken.
Kerspleben liegt an der Landesstraße Erfurt–Buttelstedt, einem Teilstück der ehemaligen Via Regia. Westlich des Ortes verläuft der Erfurter Ring, der über die Anschlussstelle Ringelberg eine schnelle Verbindung zur Bundesautobahn 71 und zur Bundesautobahn 4 herstellt. Zwei Buslinien der EVAG verkehren zum Ringelberg, wo direkter Anschluss an die Straßenbahn in Richtung Anger besteht. Der nächstgelegene Bahnhof ist Vieselbach im Südosten an der Thüringer Bahn. Die Neubaustrecke Erfurt–Leipzig/Halle führt südöstlich am Dorf vorbei.

## Persönlichkeiten

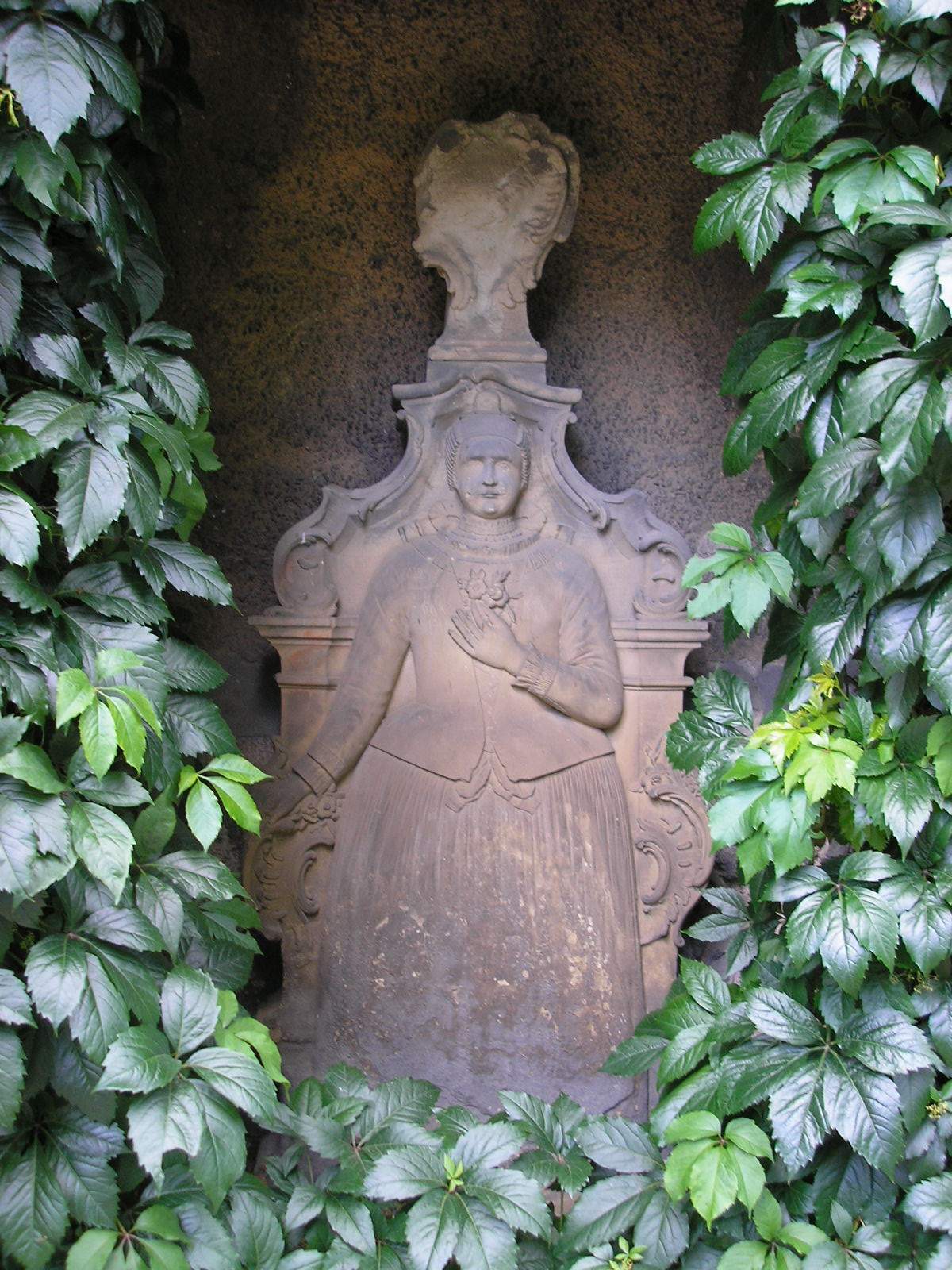
Grabdenkmal der Dorothea Jünge († 1781) an der Dorfkirche

- Hans Tunger alias Der Schwarze Hans von Kerspleben, bedeutender Bauernführer im Erfurter Gebiet
- Johann Heinrich Hoffmann (1669–1716), Astronom
- Gottfried Kalmring (1840–1895), Kerspleber Landwirt und Bürgermeister, Abgeordneter im Reichstag
- Thomas Pähtz (* 1956), Schach-Großmeister, Leiter der Schachschule Kerspleben
- Carsten Sänger (* 1962), ehemaliger Fußballer (DDR-Nationalmannschaft) aus Kerspleben